# Thecla goleta
Thecla goleta är en fjärilsart som beskrevs av William Chapman Hewitson 1877. Thecla goleta ingår i släktet Thecla och familjen juvelvingar. Inga underarter finns listade i Catalogue of Life.